# Nepal i olympiska sommarspelen 2016
Nepal deltog med sju deltagare vid de olympiska sommarspelen 2016 i Rio de Janeiro. Ingen av landets deltagare erövrade någon medalj.

## Bågskytte
| Bågskytt           | Gren                           | Rankningsomgång | Rankningsomgång | Omgång 1          | Omgång 2          | Omgång 3          | Kvartsfinal       | Semifinal         | Final / BM        | Final / BM       |
| Bågskytt           | Gren                           | Poäng           | Seed            | Motståndare Poäng | Motståndare Poäng | Motståndare Poäng | Motståndare Poäng | Motståndare Poäng | Motståndare Poäng | Placering        |
| ------------------ | ------------------------------ | --------------- | --------------- | ----------------- | ----------------- | ----------------- | ----------------- | ----------------- | ----------------- | ---------------- |
| Jit Bahadur Moktan | Herrarnas individuella tävling | 607             | 60              | Das (IND) L 0–6   | Gick inte vidare  | Gick inte vidare  | Gick inte vidare  | Gick inte vidare  | Gick inte vidare  | Gick inte vidare |

## Friidrott
Förkortningar
- Notera– Placeringar avser endast det specifika heatet.
- Q = Tog sig vidare till nästa omgång
- q = Tog sig vidare till nästa omgång som den snabbaste förloraren eller, i fältgrenarna, genom placering utan att nå kvalgränsen
- NR = Nationellt rekord
- N/A = Omgången fanns inte i grenen
- Bye = Idrottaren behövde inte tävla i omgången

Bana och väg
| Idrottare           | Gren                  | Heat     | Heat      | Semifinal        | Semifinal        | Final            | Final            |
| Idrottare           | Gren                  | Resultat | Placering | Resultat         | Placering        | Resultat         | Placering        |
| ------------------- | --------------------- | -------- | --------- | ---------------- | ---------------- | ---------------- | ---------------- |
| Hari Rimal          | Herrarnas 5 000 meter | 14:54,42 | 23        | i.u.             | i.u.             | Gick inte vidare | Gick inte vidare |
| Saraswati Bhattarai | Damernas 1 500 meter  | 4:33,94  | 13        | Gick inte vidare | Gick inte vidare | Gick inte vidare | Gick inte vidare |

## Judo
| Idrottare          | Gren                           | Omgång 1                 | Omgång 2             | Kvartsfinaler        | Semifinaler          | Återkval             | Final / BM           | Final / BM       |
| Idrottare          | Gren                           | Motståndare Resultat     | Motståndare Resultat | Motståndare Resultat | Motståndare Resultat | Motståndare Resultat | Motståndare Resultat | Placering        |
| ------------------ | ------------------------------ | ------------------------ | -------------------- | -------------------- | -------------------- | -------------------- | -------------------- | ---------------- |
| Phupu Lhamu Khatri | Damernas halv mellanvikt −63kg | Espinosa (CUB) L 000–011 | Gick inte vidare     | Gick inte vidare     | Gick inte vidare     | Gick inte vidare     | Gick inte vidare     | Gick inte vidare |

## Taekwondo
| Idrottare   | Gren            | Åttondelsfinaler     | Kvartsfinaler        | Semifinaer           | Återkval             | Final                | Final     |
| Idrottare   | Gren            | Motståndare Resultat | Motståndare Resultat | Motståndare Resultat | Motståndare Resultat | Motståndare Resultat | Placering |
| ----------- | --------------- | -------------------- | -------------------- | -------------------- | -------------------- | -------------------- | --------- |
| Nisha Rawal | Damernas +67 kg | Zheng Sy (CHN) L 0–2 | Gick inte vidare     | Gick inte vidare     | Épangue (FRA) L 3–4  | Gick inte vidare     | 7         |